# Llinda de porta al carrer de Sant Julià (Garòs)
Llinda de porta al carrer de Sant Julià és una obra de Garòs al municipi de Naut Aran (Vall d'Aran) inclosa a l'Inventari del Patrimoni Arquitectònic de Catalunya.

## Descripció
A la façana d'aquesta casa es troba encastada, a sobre de la porta, una llinda que hauria pertangut a una altra porta o finestra gòtica d'arc conopial. Format per un bloc de pedra, té gravada una inscripció que diu: [MOS/SENART/BARRA/BAN1599].
L'espai central de la inscripció, actualment cegat, el devia ocupar un escut o emblema.